# 보문관광단지

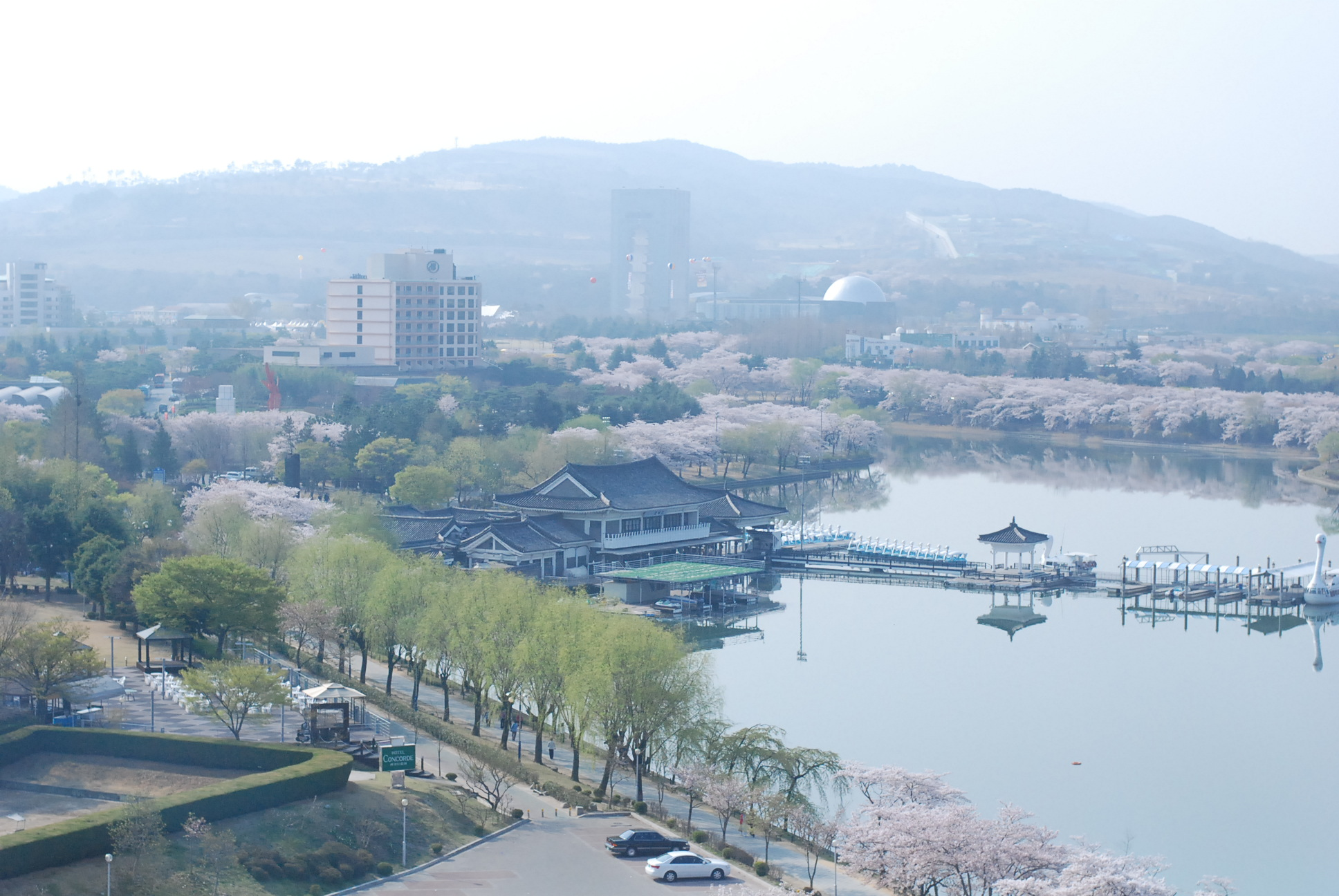
보문관광단지

보문관광단지(普門觀光團地, 영어: Bomun Lake Resort / Bomun Tourist Complex)는 대한민국의 경상북도 경주시 보덕동에 위치한 관광지로, 보문호수를 중심으로 관광휴양지와 문화레저시설 등을 갖춘 관광 단지이다.

## 역사
1971년 8월에 정부에서 경주관광개발계획을 확정했고, 1974년에 착공해, 1975년에 보문관광단지 지정 및 경북관광개발공사를 세웠고, 1979년 4월에 1단계 공사를 마치고 개장하였으며, 전체 면적은 총242만평으로 개발 면적은 210만평이다.

## 보문호

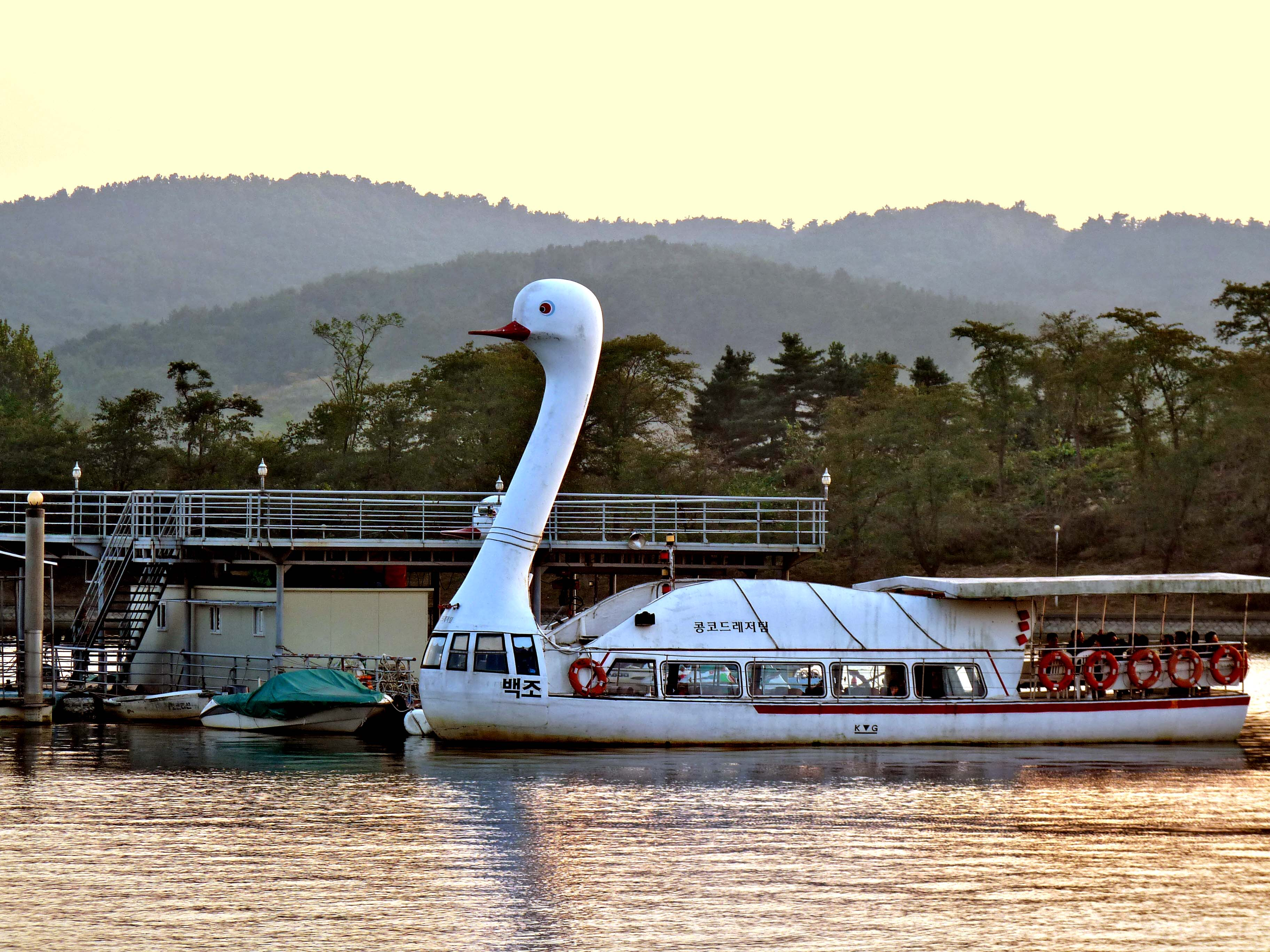
보문호 백조 유람선

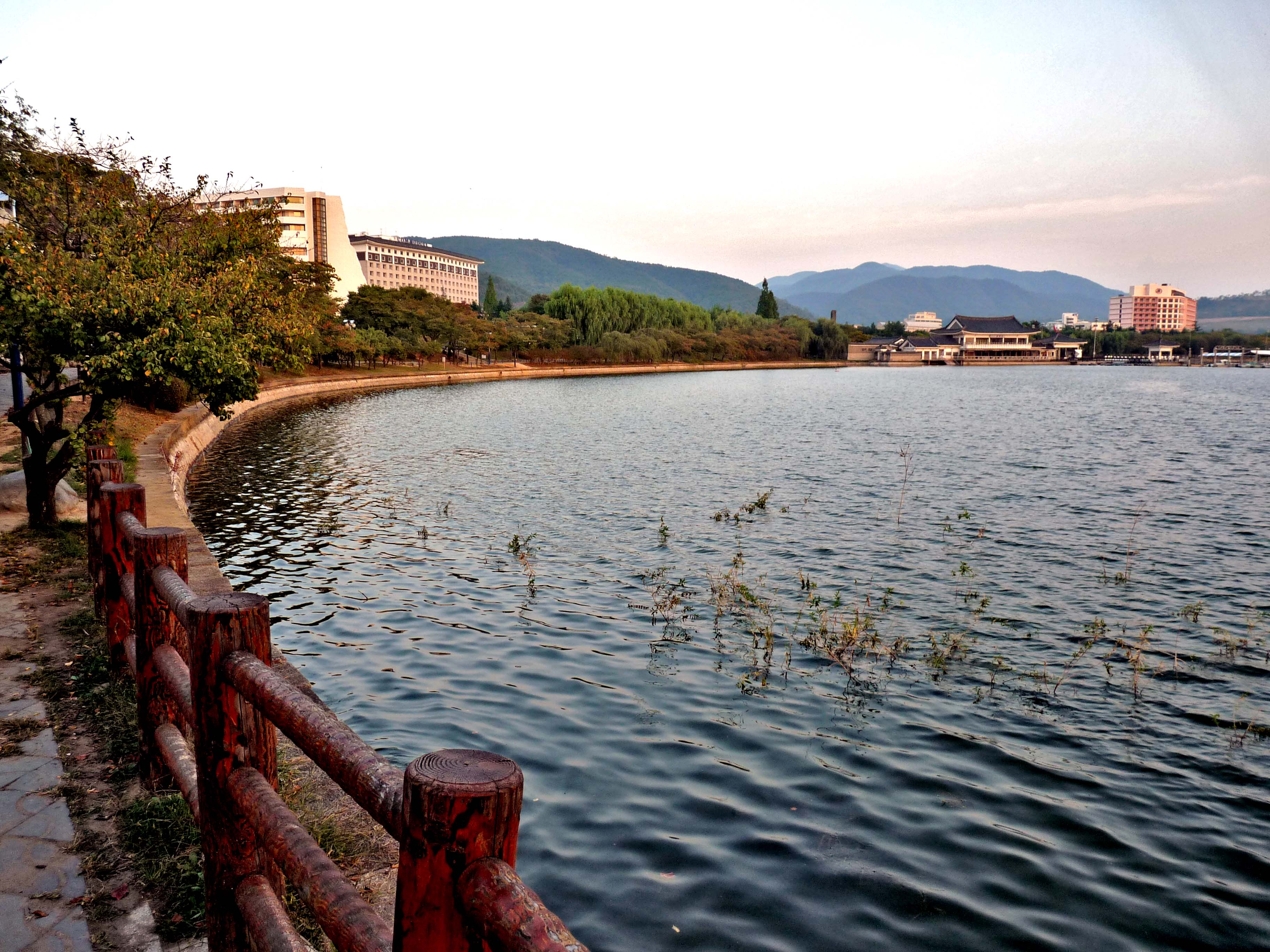
보문호 산책길

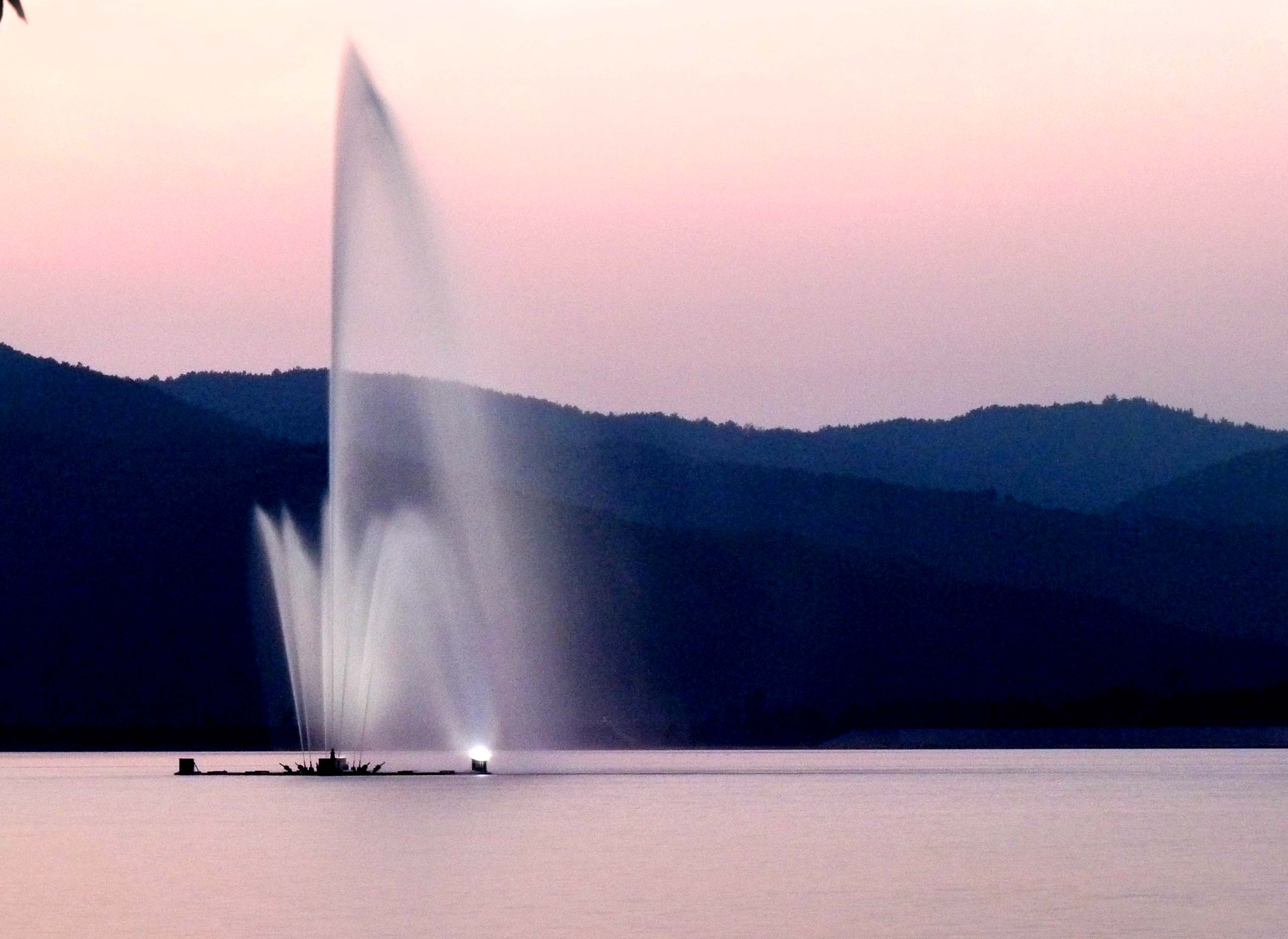
보문 고사분수

경주시 동쪽 명활산 옛 성터 아래 만들어진 50만평 규모의 인공호수로 주위에는 국제적 규모의 호텔과 경주월드 등을 각종 위락시설과 공원시설이 갖춰지고 있다. 호수를 따라 산책로와 자전거 길이 정비되어 있다. 호수 주변에는 유람선 선착장, 보문상가, 육부촌, 골프장, 우양미술관, 야외공연장 등이 있고, 봄에는 벚꽃이 만개한다.

### 유람선 선착장
보문호를 선회하는 백조 유람선과 보트놀이를 즐길 수 있다. 유람선과 페달보트 및 스피드를 이용할 수 있는 쾌속 모터보트 등이 운영되었다.

### 산책로
보문단지의 자전거 전용도로와 산책로가 마련되어 있다.

### 고사분수
대한민국에서 제일 높이 솟는 대형 고사분수대로 중심 높이가 약 100m이다. 그 주위에 30m 높이의 분수 6개가 설치되었고, 연꽃이 활짝 핀 형태를 띤다.

## 명활산성
명활산 꼭대기를 중심으로 둘레를 따라 자연석을 이용하여 쌓은 성이다. 산성의 정체 길이는 약 6Km에 이르고, 잦은 왜적들의 침략으로부터 서라벌을 지켜주며 20대 자비 마립간이 이곳에 거처하기도 했다.

## 온천
경주지역의 호텔들은 수영장이나 온천탕을 마련하고 있다.

## 골프장
보문호 주변에는 경주CC, 보문GC, 경주신라CC, 블루원디아너스CC 골프장이 있다.

## 보문야외공연장

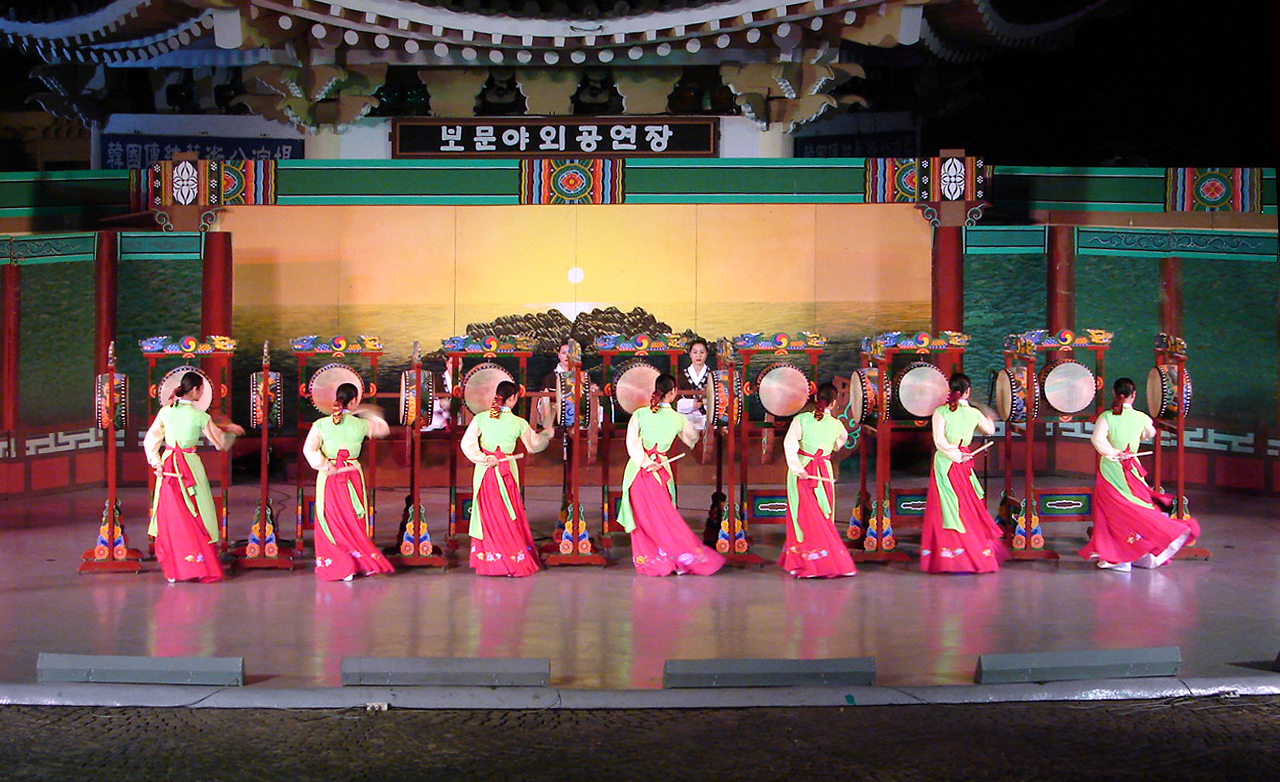
보문 야외공연장

### 우양미술관
1991년 '선재미술관'이 개관되고 1998년에 '아트선재미술관'으로 명칭이 변경되었으며, 2013년에 '우양미술관'으로 명칭변경되었다. 개관이래 해외 미술관과 연계된 대규모 국제전을 비롯해, 회화와 조각 그리고 설치, 비디오아트 등 다양한 작품들을 소장해 왔으며 소장품전 외에 매년 한 두 차례의 기획전을 소개하고 있다.

## 참고 문헌
- 《경주여행길라잡이》경주중심관광 보문관광단지권
- 경향신문, 1979년 4월 11일자 p6 《나라편 관광단지 고금을 함께 호흡 경주보문단지[깨진 링크(과거 내용 찾기)]》

## 같이 보기
- 경북관광개발공사
- 경주세계문화엑스포
- 경주월드
- 경주시